# Río Calcurrupe
Río Calcurrupe är ett vattendrag i Chile.   Det ligger i regionen Región de Los Ríos, i den södra delen av landet, 800 km söder om huvudstaden Santiago de Chile.
Runt Río Calcurrupe är det glesbefolkat, med 11 invånare per kvadratkilometer.